# HBO Europe
HBO Europe es un grupo de canales de televisión premium de HBO. Está disponible como un grupo de canales de películas y vídeo bajo demanda (VBD) que opera en Hungría, Polonia, República Checa, Eslovaquia, Rumania, Bulgaria, Croacia, Eslovenia, Serbia, Montenegro, Bosnia y Herzegovina, Macedonia del Norte, Moldavia, mientras que solo está disponible como VBD con programación original en España, Suecia, Noruega, Dinamarca, Finlandia y Portugal.

## Historia
El primer canal se lanzó en Hungría el 28 de septiembre de 1991. A continuación, se lanzó en la República Checa, en 1994. En 1995, Walt Disney entró en una empresa conjunta. En Polonia se lanzó en 1996, un lanzamiento en Eslovaquia en 1997, 1998 en Rumania, 1999 en Moldavia, 2002 en Bulgaria, 2004 en Croacia y Eslovenia 2006 en Serbia, Bosnia y Herzegovina y Montenegro, 2012 en Países Bajos, 2011 en Malta, 2016 en España, 2019 en Portugal, 2012 en países nórdicos y 2009 en Macedonia del Norte.
HBO también ha estado disponible en los Países Bajos. Fue una empresa conjunta entre Time Warner y la compañía de cable local Ziggo. Se lanzó el 9 de febrero de 2012 pero se cerró el 31 de diciembre de 2016. Ziggo adquirió las licencias de transmisión de contenido de HBO para el mercado holandés.
La administración de los países de Europa Central y Portugal tiene su sede en Budapest, Hungría; mientras tanto, los servicios nórdicos y españoles operan desde Estocolmo, Suecia. HBO Europe también tiene oficinas en Praga, Bratislava, Bucarest, Zagreb, Lisboa, Madrid, Copenhague, Helsinki, Sofía y Varsovia.

## Programación actual

### Series internacionales

#### Series originales
- Curb Your Enthusiasm (2001-2012, 2017–presente)
- Strike Back (2010–presente)
- Game of Thrones (2011–presente)
- Veep (2012–presente)
- True Detective (2014–presente)
- Silicon Valley (2014–presente)
- Ballers (2015–presente)
- Last Week Tonight with John Oliver (2016–presente)
- High Maintenance (2016–presente)
- Westworld (2016–presente)
- Insecure (2016–presente)
- Crashing (2017–presente)
- Big Little Lies (2017–presente)
- The Deuce (2017–presente)
- Room 104 (2017–presente)
- Barry (2018–presente)
- Succession (2018–presente)
- 2 Dope Queens (2018–presente)
- Sally4Ever (2018–presente)

#### Series adquiridas
- The Middle (2009–presente, ABC)
- Luther (2010–presente, BBC One)
- Modern Family (2011–presente, ABC)
- Ray Donovan (2013–presente, Showtime)
- Black Lake (2013–presente, TV3)
- Berlin Station (2016–presente, Epix)
- Better Things (2016–presente, FX)
- The Good Fight (2017–presente, CBS All Access)
- SMILF (2017–presente, Showtime)
- Snowfall (2017–presente, Showtime)
- Tin Star (2017–presente, Sky Atlantic)
- The Big Bang Theory (2017–presente, CBS)
- Young Sheldon (2017–presente, CBS)
- Clique (2017–presente, BBC Three)
- Counterpart (2018–presente, Starz)
- Claws (2018–presente, TNT)
- Siren (2018–presente, Freeform)
- All American (2018–presente, The CW)
- Escape at Dannemora (2018–presente, Showtime)
- A Discovery of Witches (2018–presente, Sky One)
- Heathers (2018, Paramount Network)
- Legacies (2018–presente, The CW)
- Tell Me a Story (2018–presente, CBS All Access)
- Death and Nightingales (2019–presente, BBC Two)
- Black Monday (2019–presente, Showtime)
- I Am the Night (2019–presente, TNT)
- Miracle Workers (2019–presente, TBS)
- Deadly Class (2019–presente, SyFy)
- Roswell, New Mexico (2019–presente, The CW)
- Phineas and Ferb (2020-presente, Disney Channel)

## Programación original
HBO Europe es también una de las compañías productoras de televisión más grandes de Europa Central y del Este, operando HBO Europe Original Programming Ltd., con sede en Londres, produciendo varios programas y series con guiones originales locales basados en formatos con licencia.
Los formatos con licencias incluyen BeTipul (Bez tajemic, Terapie, Terápia), Small Time Gangster (Umbre), Mammon (Mamon, The Pact) y When Shall We Kiss? (Társas játék, Rămâi cu mine, Až po uši).

### Croacia
- Uspjeh (2019)

### España
- El pionero (2019)
- Foodie Love (2019)
- En casa (2020)
- XHOXB (2020)
- Escenario 0 (2020)
- Patria (2020)
- 30 Monedas (2020-presente)

### Hungría
- Társas játék (2011-2013)
- Terápia (2012-2017)
- Aranyélet (2015-2018)
- A besúgó (2022-presente)

### Polonia
- Bez tajemnic (2011–2013)
- Wataha (2014–2020)
- Pakt (2015–2016)[5][6]
- Blinded by the Lights (2018)

### República Checa
- Terapie (2011-2019)
- Hořící keř (2013)
- Až po uši (2014–2018)
- Mamon (2015)
- Wasteland (2016)
- The Sleepers (2019)
- Czech It Out! (2022)

### Rumania
- Rămâi cu mine (2013)
- Umbre (2014–presente)
- The Silent Valley (2016)
- Hackerville (2018)
- Tuff Money (2020)
- Ruxx (2022)
- One True Singer (2022)
- Spy/Master (2023)

### Suecia
- Gösta (2019)
- Beartown (2020)
- Pray, Obey, Kill (2021)
- Lust (2022–presente)

### Noruega
- Beforeigners (2019)
- Outlier (2020)